# Don’t Worry ’Bout It
Don't Worry 'Bout It – singel amerykańskiego rapera 50 Centa, który promował album pt. Animal Ambition: An Untamed Desire To Win z 2014 r. Ukazał się 18 marca 2014 r., podobnie jak teledysk. W utworze gościnnie udzielił się raper Yo Gotti.

## Lista utworów
Digital single
- "Don't Worry 'Bout It"

## Notowania
| Notowanie (2014)                      | Najwyższa pozycja | Źródło |
| ------------------------------------- | ----------------- | ------ |
| Australian Urban Singles Chart (ARIA) | 32                | [ 2 ]  |
| UK Singles (Official Charts Company)  | 165               | [ 3 ]  |
| UK R&B (Official Charts Company)      | 30                | [ 4 ]  |
| Hot R&B/Hip-Hop Songs                 | 42                | [ 5 ]  |